# Morphodexia clausa
Morphodexia clausa är en tvåvingeart som beskrevs av Aldrich 1934. Morphodexia clausa ingår i släktet Morphodexia och familjen parasitflugor. Inga underarter finns listade i Catalogue of Life.